# Nemoria cosmeta
Nemoria cosmeta är en fjärilsart som beskrevs av Louis Beethoven Prout 1912. Nemoria cosmeta ingår i släktet Nemoria och familjen mätare. Inga underarter finns listade i Catalogue of Life.